# Prémios Emmy do Primetime de 2009
A 61.ª edição dos Prémios Emmy do Primetime foi realizada no dia 20 de setembro de 2009 no teatro Nokia Theatre, em Los Angeles, Califórnia. Os apresentadores desse evento foram o ator da série cômica How I Met Your Mother, Neil Patrick Harris (Primetime Emmy) e a apresentadora de TV Kathy Griffin (Primetime Creative Arts Emmy).

## Nomeações
As nomeações foram anunciadas dia 16 de julho de 2009 pelos atores Jim Parsons (The Big Bang Theory) e Chandra Wilson (Grey's Anatomy). Os vencedores estão grifados em negrito.

## Indicados e vencedores

### Programas
| Melhor série de comédia 30 Rock (NBC) - Entourage (HBO) - Family Guy (Fox) - Flight of the Conchords (HBO) - How I Met Your Mother (CBS) - The Office (NBC) - Weeds (Showtime)                                                               | Melhor série dramática Mad Men (AMC) - Big Love (HBO) - Breaking Bad (AMC) - Damages (FX) - Dexter (Showtime) - House (Fox) - Lost (ABC)                  |
| Melhor telefilme Grey Gardens (HBO) - Coco Chanel (Lifetime) - Into the Storm (HBO) - Prayers for Bobby (Lifetime) - Taking Chance (HBO) | Melhor minissérie Little Dorrit (PBS) - Generation Kill (HBO)                                                                                             |
| Melhor programa de variedades, música ou comédia The Daily Show with Jon Stewart (Comedy Central) - The Colbert Report (Comedy Central) - Late Show with David Letterman (CBS) - Real Time with Bill Maher (HBO) - Saturday Night Live (NBC) | Melhor reality show de competição The Amazing Race (CBS) - American Idol (Fox) - Dancing with the Stars (ABC) - Project Runway (Bravo) - Top Chef (Bravo) |

### Atuações

#### Atuação principal
| Melhor ator em série de comédia Alec Baldwin – 30 Rock como Jack Donaghy - Jim Parsons – The Big Bang Theory como Dr. Sheldon Cooper - Steve Carell – The Office como Michael Scott - Charlie Sheen – Two and a Half Men como Charlie Harper - Tony Shalhoub – Monk como Adrian Monk - Jemaine Clement – Flight of the Conchords como Jemaine                                              | Melhor atriz em série de comédia Toni Collette – United States of Tara como Tara Gregson - Tina Fey – 30 Rock como Liz Lemon - Sarah Silverman – The Sarah Silverman Program como ela própria - Julia Louis-Dreyfus – The New Adventures of Old Christine como Christine Campbell - Mary-Louise Parker – Weeds como Nancy Botwin - Christina Applegate – Samantha Who? como Samantha Newly |
| Melhor ator em série dramática Bryan Cranston – Breaking Bad como Walter White - Michael C. Hall – Dexter como Dexter Morgan - Gabriel Byrne – In Treatment como Dr. Paul Weston - Simon Baker – The Mentalist como Patrick Jane - Hugh Laurie – House como Dr. Gregory House - Jon Hamm – Mad Men como Don Draper                                                                         | Melhor atriz em série dramática Glenn Close – Damages como Patty Hewes - Sally Field – Brothers & Sisters como Nora Walker - Holly Hunter – Saving Grace como Grace Hanadarko - Kyra Sedgwick – The Closer como Brenda Leigh Johnson - Elisabeth Moss – Mad Men como Peggy Olson - Mariska Hargitay – Law & Order: Special Victims Unit como Olivia Benson                                 |
| Melhor ator em minissérie ou telefilme Brendan Gleeson – Into the Storm como Sir Winston Churchill - Ian McKellen – King Lear como Rei Lear - Kevin Bacon – Taking Chance como Ten. Cel. Michael Strobl - Kevin Kline – Cyrano de Bergerac como Cyrano de Bergerac - Kenneth Branagh – Wallander: One Step Behind como Kurt Wallander - Kiefer Sutherland – 24: Redemption como Jack Bauer | Melhor atriz em minissérie ou telefilme Jessica Lange – Grey Gardens como Edith "Big Edie" Beale - Chandra Wilson – Accidental Friendship como Yvonne Caldwell - Drew Barrymore – Grey Gardens como Edith "Little Edie" Beale - Shirley MacLaine – Coco Chanel como Gabrielle "Coco" Chanel - Sigourney Weaver – Prayers for Bobby como Mary Griffith                                      |

#### Atuação coadjuvante
| Melhor ator coadjuvante em série de comédia Jon Cryer – Two and a Half Men como Alan Harper - Kevin Dillon – Entourage como Johnny "Drama" Chase - Rainn Wilson – The Office como Dwight Schrute - Tracy Morgan – 30 Rock como Tracy Jordan - Jack McBrayer – 30 Rock como Kenneth Parcell - Neil Patrick Harris – How I Met Your Mother como Barney Stinson | Melhor atriz coadjuvante em série de comédia Kristin Chenoweth – Pushing Daisies como Olive Snook - Elizabeth Perkins – Weeds como Celia Hodes - Vanessa Williams – Ugly Betty como Wilhelmina Slater - Jane Krakowski – 30 Rock como Jenna Maroney - Amy Poehler – Saturday Night Live como várias personagens - Kristen Wiig – Saturday Night Live como várias personagens  |
| Melhor ator coadjuvante em série dramática Michael Emerson – Lost como Ben Linus - Aaron Paul – Breaking Bad como Jesse Pinkman - William Hurt – Damages como Daniel Purcell - John Slattery – Mad Men como Roger Sterling, Jr. - William Shatner – Boston Legal como Denny Crane - Christian Clemenson – Boston Legal como Jerry Espenson                   | Melhor atriz coadjuvante em série dramática Cherry Jones – 24 como Presidente Allison Taylor - Sandra Oh – Grey's Anatomy como Drª. Cristina Yang - Hope Davis – In Treatment como Mia Nesky - Rose Byrne – Damages como Ellen Parsons - Dianne Wiest – In Treatment como Drª. Gina Toll - Chandra Wilson – Grey's Anatomy como Drª. Miranda Bailey                           |
| Melhor ator coadjuvante em minissérie ou telefilme Ken Howard – Grey Gardens como Phelan Beale - Len Cariou – Into the Storm como Franklin D. Roosevelt - Andy Serkis – Little Dorrit como Rigaud / Blandois - Bob Newhart – The Librarian: Curse of the Judas Chalice como Judson - Tom Courtenay – Little Dorrit como William Dorrit                       | Melhor atriz coadjuvante em minissérie ou telefilme Shohreh Aghdashloo – House of Saddam como Sajida Talfah - Jeanne Tripplehorn – Grey Gardens como Jacqueline "Jackie" Onassis - Marcia Gay Harden – The Courageous Heart of Irena Sendler como Janina Krzyżanowska - Janet McTeer – Into the Storm como Clementine Churchill - Cicely Tyson – Relative Stranger como Pearl |

### Direção
| Melhor direção em série de comédia The Office: "Stress Relief" – Jeffrey Blitz (NBC) - 30 Rock: "Apollo, Apollo" – Millicent Shelton (NBC) - 30 Rock: "Generalissimo" – Todd Holland (NBC) - 30 Rock: "Reunion" – Beth McCarthy-Miller (NBC) - Entourage: "Tree Trippers" – Julian Farino (HBO) - Flight of the Conchords: "The Tough Brets" – James Bobin (HBO)     | Melhor direção em série dramática ER: "And in the End..." – Rod Holcomb (NBC) - Battlestar Galactica: "Daybreak, Part 2" – Michael Rymer (Syfy) - Boston Legal: "Made in China" / "Last Call" – Bill D'Elia (ABC) - Damages: "Trust Me" – Todd A. Kessler (FX) - Mad Men: "The Jet Set" – Phil Abraham (AMC)                            |
| Melhor direção em especial de variedades, música ou comédia American Idol – Bruce Gowers (Fox) - The Colbert Report – Jim Hoskinson (Comedy Central) - The Daily Show with Jon Stewart – Chuck O'Neil (Comedy Central) - Late Show with David Letterman – Jerry Foley (CBS) - Real Time with Bill Maher – Hal Grant (HBO) - Saturday Night Live – Don Roy King (NBC) | Melhor direção em minissérie, telefilme ou especial dramático Little Dorrit – Dearbhla Walsh (PBS) - Generation Kill: "Bomb in the Garden" – Susanna White (HBO) - Grey Gardens – Michael Sucsy (HBO) - Into the Storm – Thaddeus O'Sullivan (HBO) - Taking Chance – Ross Katz (HBO) - Wallander: One Step Behind – Philip Martin (PBS) |

### Roteiro
| Melhor roteiro em série de comédia 30 Rock: "Reunion" – Matt Hubbard (NBC) - 30 Rock: "Apollo, Apollo" – Robert Carlock (NBC) - 30 Rock: "Kidney Now!" – Jack Burditt e Robert Carlock (NBC) - 30 Rock: "Mamma Mia" – Ron Weiner (NBC) - Flight of the Conchords: "Prime Minister" – James Bobin, Jemaine Clement e Bret McKenzie (HBO) | Melhor roteiro em série dramática Mad Men: "Meditations in an Emergency" – Kater Gordon e Matthew Weiner (AMC) - Lost: "The Incident" – Carlton Cuse e Damon Lindelof (ABC) - Mad Men: "A Night to Remember" – Robin Veith e Matthew Weiner (AMC) - Mad Men: "The Jet Set" – Matthew Weiner (AMC) - Mad Men: "Six Month Leave" – Andre Jacquemetton, Maria Jacquemetton e Matthew Weiner (AMC) |
| Melhor roteiro em especial de variedades, música ou comédia The Daily Show with Jon Stewart (Comedy Central) - The Colbert Report (Comedy Central) - Late Night with Conan O'Brien (NBC) - Late Show with David Letterman (CBS) - Saturday Night Live (NBC)                                                                             | Melhor roteiro em minissérie, telefilme ou especial dramático Little Dorrit – Andrew Davies (PBS) - Generation Kill: "Bomb in the Garden" – David Simon e Ed Burns (HBO) - Grey Gardens – Patricia Rozema e Michael Sucsy (HBO) - Into the Storm – Hugh Whitemore (HBO) - Taking Chance – Ross Katz e Michael Strobl (HBO)                                                                     |

## Mais Indicados
As séries mais indicadas de 2009 no Emmy:
- 18 indicações: 30 Rock
- 9 indicações: Mad Men
- 6 indicações: Damages
- 4 indicações: In Treatment, Law & Order: Special Victims Unit, Flight of the Conchords, The Office e Saturday Night Live
- 3 indicações: Breaking Bad, Lost, Dexter, Boston Legal, Grey's Anatomy, Entourage e Weeds
- 2 indicações: House, ER, How I Met Your Mother, Monk, Two and a Half Men e The Big Bang Theory